# 제퍼슨군 (텍사스주)

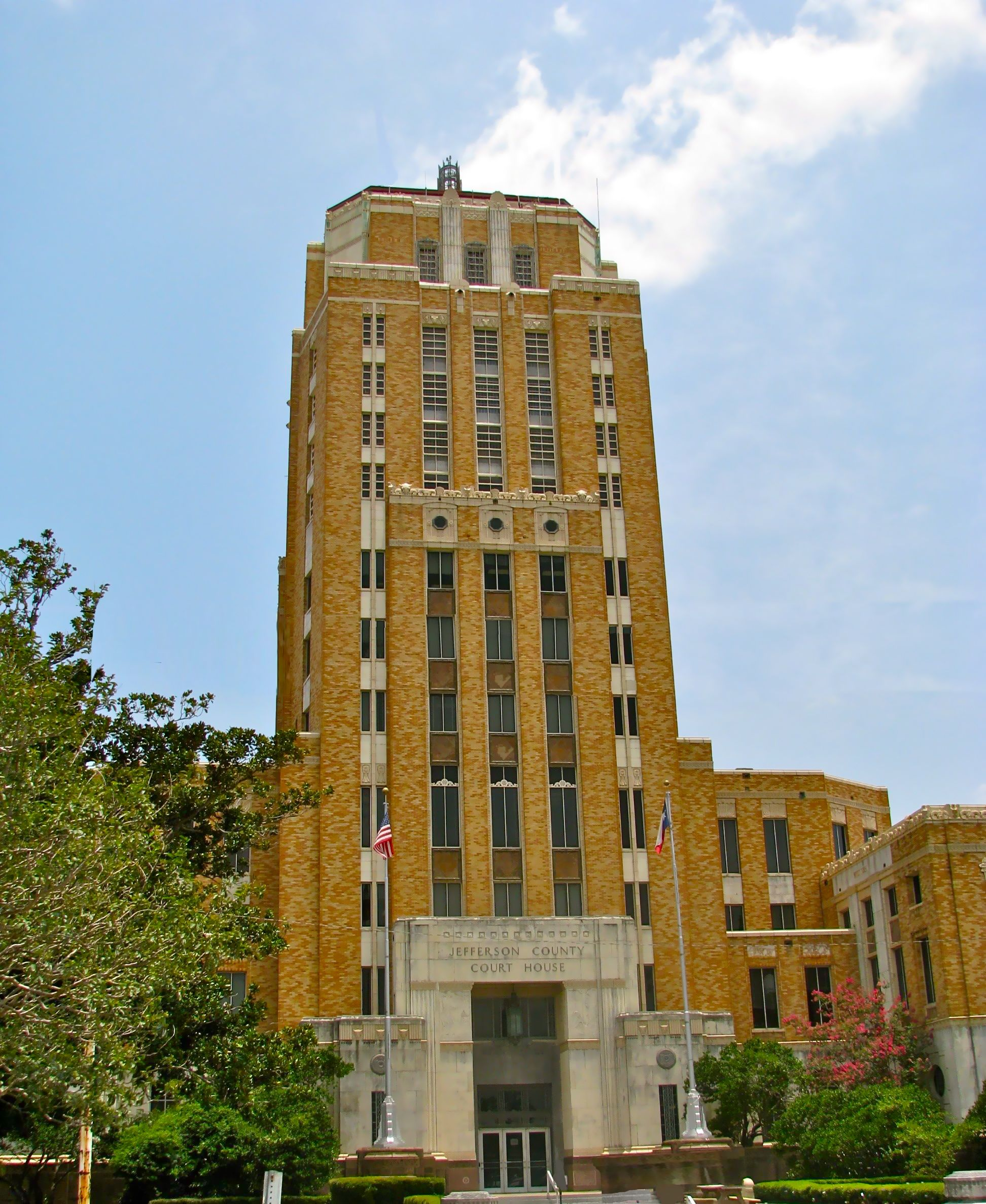

제퍼슨군 또는 제퍼슨 카운티(Jefferson County)는 미국 텍사스주 동쪽 끝에 위치한 군이다. 2010년 기준으로 이 지역의 인구 수는 총 252,273명이다. 2019년 추산으로 이 지역의 총 인구 수는 251,565명이다. 카운티청 소재지이자 최대 도시는 보몬트다.

## 인구
| 인구조사                                  | 인구    | Note  | %±     |
| ----------------------------------------- | ------- | ----- | ------ |
| 1850년                                    | 1,836   |       | —      |
| 1860년                                    | 1,995   |       | 8.7%   |
| 1870년                                    | 1,906   |       | −4.5%  |
| 1880년                                    | 3,489   |       | 83.1%  |
| 1890년                                    | 5,857   |       | 67.9%  |
| 1900년                                    | 14,239  |       | 143.1% |
| 1910년                                    | 38,182  |       | 168.2% |
| 1920년                                    | 73,120  |       | 91.5%  |
| 1930년                                    | 133,391 |       | 82.4%  |
| 1940년                                    | 145,329 |       | 8.9%   |
| 1950년                                    | 195,083 |       | 34.2%  |
| 1960년                                    | 245,659 |       | 25.9%  |
| 1970년                                    | 244,773 |       | −0.4%  |
| 1980년                                    | 250,938 |       | 2.5%   |
| 1990년                                    | 239,397 |       | −4.6%  |
| 2000년                                    | 252,051 |       | 5.3%   |
| 2010년                                    | 252,273 |       | 0.1%   |
| 2019 (추산)                               | 251,565 | [ 1 ] | −0.3%  |
| U.S. Decennial Census 1850–2010 2010–2019 |         |       |        |